# Hydrographenbach
Koordinaten: 62° 13′ 0″ S, 58° 58′ 0″ W
Der Hydrographenbach ist ein Bach auf der Fildes-Halbinsel von King George Island, der größten der Südlichen Shetlandinseln. 
Südlich der chilenischen Forschungsstation Base Presidente Eduardo Frei Montalvas (auf der deutschen Karte von 1984 Station Teniente Rodolfo Marsh) und der dazugehörigen Zivilsiedlung Villa Las Estrellas durchfließt er in West-Ost-Richtung den Long Lake („Langer See“ auf der Karte) und fließt dann nach Südosten in das nördliche Ende der namensgebenden Hydrographers Cove („Hydrographenbucht“ auf der Karte), einer Nebenbucht der Maxwell Bay.
Im Rahmen zweier deutscher Expeditionen zur Fildes-Halbinsel in den Jahren 1981/82 und 1983/84 unter der Leitung von Dietrich Barsch (Geographisches Institut der Universität Heidelberg) und Gerhard Stäblein (Geomorphologisches Laboratorium der Freien Universität Berlin) wurde der Bach zusammen mit zahlreichen weiteren bis dahin unbenannten geographischen Objekten der Fildes-Halbinsel neu benannt und dem Wissenschaftlichen Ausschuss für Antarktisforschung (Scientific Committee on Antarctic Research, SCAR) gemeldet.